# Balkanzijde-erebia
De Balkanzijde-erebia (Erebia rhodopensis) is een vlinder uit de onderfamilie Satyrinae van de familie Nymphalidae, de vossen, parelmoervlinders en weerschijnvlinders.
De Balkanzijde-erebia komt lokaal voor in Zuidoost-Europa. De vlinder vliegt op hoogtes van 1800 tot 2600 meter boven zeeniveau. De soort leeft meestal op open grasland en soms bij bosranden.
De soort vliegt in een jaarlijkse generatie van juli en augustus.